# Премьер-министр Турецкой Республики Северного Кипра
Премьер-министр Турецкой Республики Северного Кипра — глава правительства Турецкой Республики Северного Кипра.
Премьер-министр назначается президентом из числа депутатов Законодательной ассамблеи Турецкой Республики Северного Кипра.
Премьер-министр должен обеспечивать координацию между министрами, формулировать основную политику Совета Министров и соблюдать соответственные законы. Совещания Совета Министров должны проходить под председательством премьер-министра.

## Список премьер-министров Турецкой Республики Северного Кипра
- Нехат Конук (5 июля 1976 — 21 апреля 1978)
- Осман Эрек (21 апреля 1978 — 12 декабря 1978)
- Мустафа Чагатай (12 декабря 1978 — 13 декабря 1983)
- Нехат Конук (13 декабря 1983 — 19 июля 1985)
- Дервиш Эроглу (1 срок) (19 июля 1985 — 1 января 1994)
- Хаккы Атун (1 января 1994 — 16 августа 1996)
- Дервиш Эроглу (2 срок) (16 августа 1996 — 13 января 2004)
- Мехмет Али Талат (13 января 2004 — 26 апреля 2005)
- Ферди Сабит Сойер (26 апреля 2005 — 5 мая 2009)
- Дервиш Эроглу (3 срок) (5 мая 2009 — 23 апреля 2010)
- Хусейн Озгюргюн (и. о.) (23 апреля 2010 — 17 мая 2010)
- Ирсен Кючюк (17 мая 2010 — 13 июня 2013)
- Сибель Сибер (13 июня 2013 — 2 сентября 2013)
- Озкан Йорганджиоглу (2 сентября 2013 — 16 июля 2015)
- Омер Кальонджу (16 июля 2015 — 16 апреля 2016)
- Хусейн Озгюргюн (16 апреля 2016 — 2 февраля 2018)
- Туфан Эрхюрман (2 февраля 2018 — 22 мая 2019)
- Эрсин Татар (22 мая 2019 — 23 октября 2020 (де-юре); 9 декабря 2020 (де-факто))
- Эрсан Санер (9 декабря 2020 — 5 ноября 2021)
- Фаиз Суджуоглу (5 ноября 2021 — 12 мая 2022)
- Унал Устель (с 12 мая 2022)